# La médium del venerable
La médium del venerable es una película dramática colombiana estrenada el 9 de mayo de 2019. La película fue dirigida y escrita por Celmira Zuluaga Aparicio, basada en el libro del mismo nombre escrito por Zuluaga que relata la historia real de una mujer caleña que aseguró tener durante más de 40 años una conexión espiritual con el médico y filántropo venezolano José Gregorio Hernández, fallecido en 1919. La cinta fue protagonizada por María Fernanda Martínez, Salvo Basile, Mile Vergara, Valeria Estéban y Néstor Cobos.

## Sinopsis
En la ciudad costera de Cartagena de Indias, una mujer llamada Sofía Carreño descubre que puede comunicarse espiritualmente con el fallecido médico y filántropo venezolano José Gregorio Hernández, quien murió en el año de 1919. Al interactuar a nivel espiritual con José Gregorio, se le impone una misión que intentará cumplir aunque su familia y los médiums falsos traten de evitarlo.

## Reparto
- María Fernanda Martínez
- Salvo Basile
- Mile Vergara
- Valeria Estéban
- Néstor Cobos